# Karloo (Australie-Occidentale)
Karloo (641 habitants) est une localité au sud-est de Geraldton, en Australie-Occidentale. Sa zone d'administration locale est la cité de Greater Geraldton. La localité fut nommée en 1979.

## Géographie
Karloo est située à 5 kilomètres du CBD de Geraldton, et d'un point de vue plus étendu, au sud-est de sa banlieue Rangeway. Une grande partie de Karloo en est encore à l'état natif, et l'itinéraire de la route proposée Geraldton Southern Transport Corridor passe par la localité.

## Démographie
Lors du recensement de 2006, Karloo comptait 641 habitants. L'âge moyen des habitants de Karloo est de 24 ans, ce qui est sensiblement plus jeune que le reste de la population de la région qui est d'un âge moyen de 35 ans. Le revenu moyen par habitant est inférieur à la moyenne de la région - $316 contre $461 par semaine. 32,1 % de la population a été identifiée comme étant aborigènes d'Australie, alors que 4,4 % comme Malais.
Selon le recensement de 2001, la religion la plus populaire était la religion catholique.